# Kuroko – Tuyển thủ vô hình
Kuroko - Tuyển thủ vô hình (黒子のバスケ Kuroko no Basuke, n.đ.: Bóng rổ của Kuroko) là một manga Nhật về bóng rổ được viết và minh họa bởi Fujimaki Tadatoshi. Ra mắt vào tháng 12 năm 2008, truyện kể về những nỗ lực của một đội bóng rổ trường cao trung trên con đường phấn đấu vươn tới giải quốc gia. Anime được sản xuất bởi Production I.G và bắt đầu phát sóng từ ngày 7 tháng 4 năm 2012, kết thúc vào ngày 22 tháng 9 năm 2012. Phần 2 của anime được phát sóng vào ngày 6 tháng 10 năm 2013. Tại Việt Nam, manga đã được cấp phép bản quyền cho Nhà xuất bản Kim Đồng, ấn bản phát hành vào năm 2011, còn anime được mua bản quyền và phát sóng trên HTV3.
Manga đã được cấp phép phát hành bằng tiếng Anh bởi Viz Media ở Bắc Mỹ. Đến tháng 11 năm 2020, Kuroko no Basuke đã có hơn 31 triệu bản được phát hành, trở thành một trong những bộ manga bán chạy nhất.

## Cốt truyện
Đội bóng rổ trường sơ trung Teikō đã tạo nên tiếng tăm lừng lẫy bằng cách càn quét hết tất cả các cuộc thi. Những thành viên thường trực của đội bóng này được biết đến với cái tên "Thế Hệ Những Cầu Thủ Phi Thường". Sau khi tốt nghiệp sơ trung, năm ngôi sao của đội đến học ở những trường trung học khác nhau với những đội bóng danh tiếng. Tuy nhiên, có một tin đồn rằng: còn một thành viên nữa thuộc "Thế Hệ Những Cầu Thủ Phi Thường", bóng ma thứ sáu. Cầu thủ bí ẩn này hiện đang là học sinh năm nhất của trường cao trung Seirin, một ngôi trường mới được thành lập với một đội bóng đầy tiềm năng nhưng ít được biết đến. Giờ đây, Kuroko Tetsuya, thành viên thứ sáu của "Thế Hệ Những Cầu Thủ Phi Thường", và Kagami Taiga, một cầu thủ có năng lực tiềm ẩn từng học sơ trung ở Mỹ đang hướng Seirin trở thành nhà vô địch của Nhật Bản, hạ gục từng thành viên của "Thế Hệ Những Cầu Thủ Phi Thường ". Câu chuyện của ánh sáng và bóng tối sẽ đi về đâu?

## Alex
Kuroko - Tuyển thủ vô hình tập hợp rất nhiều các cầu thủ, quản lý, huấn luyện viên và người hướng dẫn. Đa số là những chàng trai học sinh cao trung chơi trong đội bóng của trường học.

## Truyền thông

### Manga
Kuroko - Tuyển thủ vô hình được viết và minh họa bởi Fujimaki Tadatoshi và đã được chuyển thành một bộ truyện manga dài tập ra mắt ở Weekly Shonen Jump bắt đầu từ tháng 12 năm 2008. Những tập truyện được xuất bản thành tankōbon vol bởi Shueisha với tập đầu tiên ra mắt vào ngày 3 tháng 4 năm 2009. Tính đến ngày 4 tháng 10 năm 2013 đã có hơn 220 chương truyện và 24 tập đơn hành bản được phát hành. Truyện vẫn tiếp tục được sáng tác. Một chương kết hợp giữa bộ truyện và Hinomaru Sumo của Kawada, với kịch bản được viết bởi Ichirō Takahashi, đã được xuất bản trên tạp chí vào ngày Ngày 9 tháng 11 năm 2015. Kawada trước đây là trợ lý của Fujimaki trong Kuroko no Basuke. 
Fujimaki đã bắt đầu phần tiếp theo có tựa đề Kuroko no Basuke: Extra Game (黒子のバスケ EXTRA GAME) trong Jump Next! vào ngày 29 tháng 12 năm 2014. Vào ngày 27 tháng 12 năm 2015, Tadashi thông báo rằng anh sẽ kết thúc manga Kuroko's Basketball: Extra Game trong số tiếp theo vào đầu tháng 3 năm 2016. Tại hội thảo Comic Con ở New York, Nhà xuất bản Bắc Mỹ Viz Media đã công bố giấy phép của họ cho manga này. Họ bắt đầu phát hành bộ truyện dưới dạng phiên bản 2 trong 1 vào năm 2016.

### Anime
Anime được sản xuất dựa trên các tập manga của Kuroko - Tuyển thủ vô hình và được chịu trách nhiệm sản xuất bởi Production I.G. Phim đã được lên sóng vào ngày 7 tháng 4 năm 2012 và kết thúc mùa 1 ngày 22 tháng 9 năm 2012 với 25 tập. Sau khi kết thúc mùa 1, nhà sản xuất lên kế hoạch tiếp tục phát sóng mùa 2 vào năm 2013. Thông tin từ tờ báo Shounen Jump đã cho biết Kuroko - Tuyển thủ vô hình mùa 3 sẽ có vào tháng 3 năm 2015 . Anime cũng đã được phát hành DVD và định dạng Blu-ray.

### Game
Một phiên bản trò chơi PSP đã được tung ra vào tháng 3 năm 2012. Các cầu thủ trong game sẽ tập hợp và phát triển một đội bóng rổ, trong khi vẫn duy trì các mối quan hệ nội bộ giữa các nhân vật.

### Light novel
Series The Kuroko no Basuke –Replace– tập hợp những mẩu chuyện nhỏ ở trường trung học Teikō được viết theo định dạng Light Novel. Tính đến nay đã có 5 tiểu thuyết được phát hành kể về những câu chuyện cổ tích trong lễ hội của trường, lúc đi cắm trại và những dịp khác.

### Vomic
Vomic là một góc nhỏ trong chương trình TV Sakiyomi Jan Bang! nơi các diễn viên lồng tiếng lồng thoại cho các nhân vật trong các bộ manga nổi tiếng. Các manga được lên sóng xoay vòng theo tháng. Kuroko - Tuyển thủ vô hình được xuất hiện trong chương trình vào tháng 1/2011, có 8 tập phim và được lồng tiếng chapter 26, 27, 28.
| Nhân vật          | Seiyū               |
| ----------------- | ------------------- |
| Kuroko Tetsuya    | Koshimizu Ami       |
| Kagami Taiga      | Konishi Katsuyuki   |
| Aida Riko         | Fujimura Ayumi      |
| Hyūga Junpei      | Kawada Shinji       |
| Koganei Shinji    | Abe Atsushi         |
| Izuki Shun        | Ōhara Takashi       |
| Mitobe Rinnosuke  | Okabayashi Fumihiro |
| Midorima Shintarō | Yusa Kōji           |
| Takao Kazunari    | Hitoshi Yanai       |
| Nakatani Masaaki  | Shinomiya Gō        |
| Kise Ryōta        | Ōhara Takashi       |
| Kasamatsu Yukio   | Sakurai Toru        |

## Tiếp nhận
Bộ manga Kuroko no Basuke đã bán được chín triệu bản tại Nhật Bản vào tháng 9 năm 2012. Vào tháng 5 năm 2013, bộ truyện tranh đã có hơn một triệu bản in tập 1. Đến năm 2013, manga đã có hơn 23 triệu bản được lưu hành, con số này tăng lên 27 triệu vào tháng 4 năm 2014. Đến tháng 11 năm 2020, bộ truyện đã có hơn 31 triệu bản được lưu hành. Các tập riêng lẻ thường xuyên xuất hiện trong danh sách manga bán chạy nhất hàng tuần của Oricon tại Nhật Bản, và nhiều tập trong số đó là một trong những manga bán chạy nhất năm 2012. Kuroko no Basuke là bộ manga bán chạy thứ ba trong năm 2013, với 8.761.081 bản được bán ra trong một năm. Vào năm 2014, tập thứ 24 của manga đã nhận được số lượng in ban đầu là một triệu bản; và tập thứ 30 vào năm 2015 có số lượng in ban đầu là 700.000 bản. Bộ light novel Kuroko no Basuke cũng bán rất chạy ở Nhật Bản vào năm 2014. Cuốn light novel đầu tiên Replace là bộ tiểu thuyết bán chạy thứ chín, trong khi nó là tập tiểu thuyết bán chạy thứ sáu với 215.859 bản được bán ra. Doanh số bán DVD của bộ anime này cũng đã nhiều lần xuất hiện trên bảng xếp hạng DVD anime Nhật Bản hàng tuần của Oricon. 
Kuroko no Basuke thường được so sánh với manga Slam Dunk về chủ đề bóng rổ trước đó của Weekly Shōnen Jump. Tuy nhiên, Azusa Takahashi của Real Sound đã chỉ ra rằng trong khi Slam Dunk rất thực tế thì loạt phim mới hơn tập trung hơn vào giải trí và dựa nhiều vào hư cấu với mỗi nhân vật có một "động thái đặc biệt". Bộ anime đã được trao Giải thưởng Anime Tokyo 2013 ở hạng mục Truyền hình. 

### Tranh cãi
Sau khi anime bắt đầu phát sóng vào năm 2012, bộ truyện đã trở nên phổ biến trong giới dōjinshi, đặc biệt là đối với yaoi dōjinshi, mặc dù bản thân bộ truyện không có yếu tố đó. Một số sự kiện tại đó dōjinshi của bộ truyện sẽ được bán, cũng như một số địa điểm khác có liên quan đến bộ truyện và tác giả Tadatoshi Fujimaki, bao gồm một đài truyền hình phát sóng anime, một chuỗi cửa hàng tiện lợi bán các mặt hàng của bộ truyện và trường cũ của Fujimaki trường Đại học Sophia, đã nhận được những lá thư đe dọa có chứa chất bột hoặc chất lỏng. Hiện vẫn chưa rõ liệu có phải một cá nhân đứng sau tất cả các bức thư đe dọa hay không, cũng như không biết lý do của những lời đe dọa này. Nhiều sự kiện doujinshi, bao gồm Comiket, đã cấm nội dung liên quan đến bộ truyện, cấm người sáng tạo bán doujinshi theo chủ đề Kuroko no Basuke tại các sự kiện của họ. Nghi phạm, người sau đó được tiết lộ là một người đàn ông 36 tuổi tên là Hirofumi Watanabe, cuối cùng đã bị bắt vào ngày 15 tháng 12 năm 2013. Do dōjinshi Kuroko no Basuke không bán vì bị đe dọa, có một sự kiện đặc biệt tập trung đặc biệt vào dōjinshi liên quan đến bộ truyện được trìu mến mang tên Kuroket, do Ủy ban chuẩn bị thị trường truyện tranh tổ chức, được tổ chức trong Comiket Special 6 - Hội nghị thượng đỉnh Otaku 2015 vào ngày 29 tháng 3 năm 2015. Sự kiện được tổ chức trong khoảng thời gian với 2400 vòng tròn dōjinshi